# L'orage gronde
L'orage gronde (titre original : A Rising Thunder) est le treizième roman de la série Honor Harrington de l'écrivain de science-fiction David Weber paru en 2012 puis traduit en français et publié en deux tomes en 2013,.

## Résumé
La marine de l’Empire stellaire occupe plusieurs terminus de trou de vers à l’intérieur de la Ligue solarienne pour permettre le rapatriement de tous leurs navires marchands, première étape du plan Laocoon.
Anton Zilwicki et Victor Cachat de retour de Mesa sont coincés sur la station Parmley (roman : Torche de la liberté). Apprenant que Honor Harrington est en train de négocier un traité de paix avec la République de Havre, ils décident de la rejoindre sur Havre.
L’ambassadeur de l’Empire sur Terre informe Kolokoltsov, premier sous-secrétaire permanent de la Ligue, de l’application du plan Laocoon et de la fermeture des terminus manticoriens au trafic solarien. Kolokoltsov et les quatre autres sous-secrétaires permanents, appelés par dérision les cinq mandarins, qui contrôlent en réalité la Ligue, commencent à sentir la pression des sociétés transstellaires. Ils estiment la perte financière pour la Ligue à trente-cinq pour cent du PIB. Ne voulant pas faire marche arrière, ils continuent de soutenir le plan de l’amiral Rajampet qui consiste à envahir le système de Manticore et d’envoyer une centaine de navires supplémentaires par le terminus de Beowulf. Or Beowulf est allié depuis plus de trois cents ans contre l’esclavage génétique avec Manticore qui est aussi son premier partenaire commercial, il y a aussi de nombreux mariages entre manticoriens et beowulfiens. Le gouvernement de Beowulf refuse la demande en vertu de la constitution de la Ligue.
Barregos, le gouverneur du secteur de Maya, et l’amiral Roszak qui ont défendu Torche contre une attaque fomentée par Manpower, décident de continuer à augmenter en cachette leur flotte militaire pour être prêt lorsque la Ligue éclatera.
L’amiral Filareta sous-estime la portée et la puissance des missiles manticoriens, il attend une livraison de missiles de Technodyne, société de Mesa. Il pense que les manticoriens ont raison de dire que Mesa est derrière les attaques dans l’amas de Talbott (roman : L'Ennemi dans l'ombre) et que Byng et Crandall ont été sacrifiés. Il espère que ce n’est pas son cas.
Zilwicki, Cachat et le transfuge mesan Simões arrivant sur Havre informent le gouvernement de Pritchart des plans de Mesa. Elle rejoint Manticore et décide avec la reine Elisabeth de former une alliance contre l’attaque de la Ligue (roman : En mission).
Les directeurs du Conseil d’administration planétaire de Beowulf apprennent cette alliance ainsi que le plan à long terme de Mesa. Ils sont très surpris car Mesa est très surveillée depuis que l’ancêtre de Detweiler et ses partisans s’y étaient installés après avoir quitté Beowulf en désaccord sur l’utilisation de la génétique. Les beowulfiens arrivent sur Manticore pour rejoindre l’alliance et former le Grande Alliance.
Honor est mise en relation avec une passeuse de mémoire, Chant-de-Chagrin, seule survivante d’un clan anéantie lors de l’attaque du système de Manticore. Cette dernière, lui dit que les chats sylvestres ont décidé de protéger à leur tour les humains des assassinats par nanotechnique.
Peu après, Benjamin Mayhew, le Protecteur de Grayson arrive aussi ainsi que l’amiral Chien-Lu Anderman, cousin germain de l’empereur Gustav. Ce dernier admet qu’il vaut mieux pour l’instant que l’Empire andermien reste neutre. Detweiler, apprenant que Zilwicki est vivant et la défection de Simões, réalise que l’Alignement mesan, les propulsions éclair et araignée, l’assassinat à base de nanotechs viraux et le plan de conquête galactique ne sont plus des secrets. Il décide de mettre en route le plan Houdini qui consiste à faire disparaître de nombreuses personnes de Mesa. Il envisage de faire sauter d’autres charges nucléaires pour dissimuler ces disparitions, en accusant les terroristes du Théâtre.
Les dirigeants de l’alliance décident de forcer la flotte de Filareta à se rendre, pour empêcher les mandarins de retourner la situation en leur faveur. Lorsque la flotte solarienne arrive dans le système de Manticore, Honor met en garde à plusieurs reprises Filareta qui persiste. Il se retrouve pris au piège tendu par Honor et ses alliés formant la Grande Flotte. Filareta, devant l’énorme puissance qui le cerne, décide de se rendre mais un de ses officiers, sous l’influence d’un virus nanotech déclenche la bataille et fait exploser une bombe tuant l’état major. Seuls soixante supercuirassés sur quatre cent vingt-sept peuvent se rendre; les solariens perdent un million deux cent mille personnes contre deux mille pour l’alliance. Honor se fustige pour toutes les pertes humaines mais l’amiral Alfredo Yu démontre que la bataille a certainement été lancée par une personne sous influence de la nanotechnique mesane.
Dans le système de Sigma Draconis, la flotte solarienne qui doit emprunter le terminus de Beowulf se voit refuser le passage par les beowulfiens. Lorsqu’elle décide de passer en force, l’amiral manticorienne Alice Truman avec soixante supercuirassés révèle sa présence et oblige les solariens à quitter le système.
Les mandarins se demandent si la débâcle de Filareta et la tentative d’assaut de la flotte contre Beowulf n’a pas été voulu par Rajampet. Pour détourner l’attention des médias et des citoyens qui pourraient mettre en cause leur capacité à diriger la Ligue, ils décident de prétendre que les manticoriens ont une nouvelle fois falsifié les enregistrements des conversations entre Honor et Filareta.
Le traité avec l’Empire stellaire est adopté très largement par le sénat de la République. Beowulf aide à la reconstruction des stations spatiales de Manticore et à la production militaire.
Rampajet se suicide sous l’impulsion d’un virus nanotech car il aurait pu dévoiler qu’il avait été soudoyé par Mesa. Cinq haut gradés solariens de la flotte et de la gendarmerie se réunissent en secret et décident d’enquêter sur les agissements de l’Alignement mesan qui vise à désagréger la Ligue. Le capitaine Gweon, analyste auprès de Kingsford qui remplace Rajampet à la tête de la flotte, suggère à Kolokoltsov de mener une guerre de pillage contre le commerce de l’Empire stellaire jusqu’à ce que la capacité militaire de la Ligue corresponde à celle de la Grande Alliance. Gweon est l’agent mesan qui a provoqué le suicide de Rajampet. Kolokoltsov convainc les autres mandarins d’appliquer ce plan.
À l’assemblée de la Ligue, Beowulf est accusée de trahison et après le vote d’une motion d’enquête, sa déléguée déclare que son gouvernement va organiser un référendum sur le retrait de Beowulf de la Ligue.
Les mandarins voient cela comme une menace sérieuse qui risque d’entraîner d’autres sécessions dans les Marges ou pire dans la Grande Couronne. Ils envisagent d’agir contre Beowulf.